# Exochus hirsutus
Exochus hirsutus är en stekelart som beskrevs av Valentina I. Tolkanitz 1993. Exochus hirsutus ingår i släktet Exochus och familjen brokparasitsteklar. Inga underarter finns listade i Catalogue of Life.